# Імені Шакірова
імені Шакі́рова (каз. Шәкіров а.а.) — село у складі Таласького району Жамбильської області Казахстану. Адміністративний центр Шакіровського сільського округу.
У радянські часи село називалось Отділення № 2 совхоза Бостандик або Жданово.
Населення — 1156 осіб (2021; 1220 у 2009, 1647 у 1999, 2392 у 1989).